# Уго I (маркграф Тосканы)
Уго Великий (не ранее 950 — 21 декабря 1001) — маркграф Тосканы с 961 и до своей смерти и герцог Сполето и Камерино с 989 по 996.

## Биография

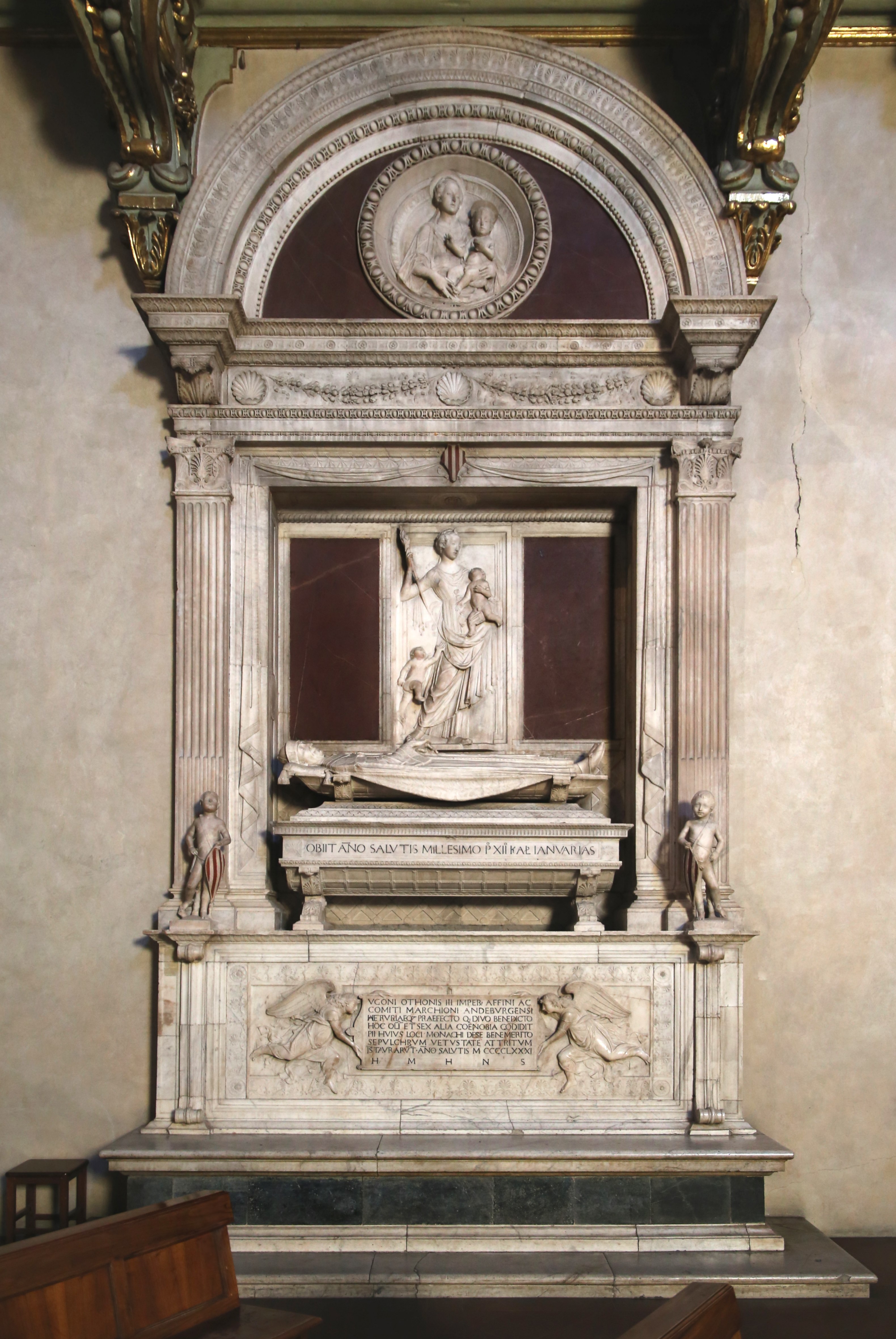
Мино да Фьезоле. Монумент маркграфу Уго Тосканскому. 1466. Бадиа Фьорентина

Став в 989 году герцогом Сполето, Уго удалось объединить под своей властью всю центральную Италию, чем вызвал раздражение императора Оттона III. В результате, Оттон передал герцогство Сполето Конраду. 
В последние годы жизни Уго много времени проводил в молитвах и жертвовал значительные суммы денег в монастыри Тосканы. Скончался Уго в 1001 году в Пистое и был похоронен во Флоренции. Его жизнь обросла легендамии, и его могила, как говорили, была местом небесных видений.